# Pernois
Pernois é uma comuna francesa na região administrativa de Altos da França, no departamento de Somme. Estende-se por uma área de 8,83 km². Em 2010 a comuna tinha 743 habitantes (densidade: 84,1 hab./km²).